# Штутово
Штутово (пол. Sztutowo, нім. Stutthof) — село в Польщі, у гміні Штутово Новодворського повіту Поморського воєводства, у північній частині Польщі. У селі міститься ґмінний муніципалітет.
Село розташоване на Віслинських Жулавах при веєводській дорозі номер 501. Поміж Штутовом та Контами-Рибацькими знаходиться заповідник чорних бакланів.
У роках 1939-1945 тут був розташований Концентаційний німецький табір "KL Stutthof". Сьогодні у Штутові знаходиться музей KL Stutthof.
Населення — 1931 особа (2011).
У 1975-1998 роках село належало до Ельблонзького воєводства.

## Демографія
Демографічна структура станом на 31 березня 2011 року:
|          | Загалом | Допрацездатний вік | Працездатний вік | Постпрацездатний вік |
| -------- | ------- | ------------------ | ---------------- | -------------------- |
| Чоловіки | 977     | 190                | 692              | 95                   |
| Жінки    | 954     | 185                | 581              | 188                  |
| Разом    | 1931    | 375                | 1273             | 283                  |